# Margita Obžerová
Margita Obžerová (* 3. července 1944) byla slovenská a československá politička a bezpartijní poslankyně Sněmovny lidu Federálního shromáždění za normalizace.

## Biografie
K roku 1976 se profesně uvádí jako zootechnička. K roku 1986 jako skladová účetní JZD Mír.
Ve volbách roku 1976 zasedla do Sněmovny lidu (volební obvod č. 150 - Nitra, Západoslovenský kraj). Mandát obhájila ve volbách roku 1981 (obvod Zbehy) a ve volbách roku 1986 (obvod Zbehy). Ve Federálním shromáždění setrvala do ledna 1990, kdy přišla o svůj mandát v rámci procesu kooptací nových poslanců po sametové revoluci.